# Caprimulgus affinis
Caprimulgus affinis е вид птица от семейство Caprimulgidae.

## Разпространение
Видът е разпространен в Бангладеш, Бутан, Виетнам, Индия, Индонезия, Източен Тимор, Камбоджа, Китай, Лаос, Малайзия, Мианмар, Непал, Пакистан, Сингапур, Тайланд и Филипините.